# Strojní broušení
Broušení (ostření předmětů) je známé již z dávné minulosti. Součásti vyrobené na obráběcích strojích nedosahují zpravidla požadované přesnosti a velmi často se ještě tepelně zpracovávají. Jejich výroba se dokončuje broušením, při němž součást dostane přesné rozměry, požadovaný tvar i drsnost povrchu. Při broušení se jako nástroj nejčastěji používá brusný kotouč, který bývá často jediným nástrojem, jímž lze hospodárně obrábět tvrdé kalené a cementované součásti, slinuté karbidy a jiné tvrdé kovové i nekovové materiály.
Broušením se rovněž obnovuje řezná schopnost otupených řezných nástrojů. Tomuto způsobu říkáme ostření.

## Rozdělení
- rovinné broušení
- broušení rotačních ploch

## Nástroje
- brusné kotouče – skládají se ze zrn brusiva spojených pojivem